# Могилянський Михайло Михайлович
Михайло Михайлович Могилянський (*22 листопада (4 грудня) 1873, Чернігів — 22 березня 1942) — український письменник, літературний критик і публіцист, літературознавець, науковий співробітник ВУАН і керівник Комісії для складання біографічного словника.

## Життєпис
Народився у Чернігові в дворянській родині Русобтовських-Могилянських.
По смерті батька (24.08.1894, Чернігів) родина переїхала до Петербурга.
Мав Михайло Могилянський двох братів. Старший брат — Микола, відомий український та російський антрополог, етнограф, музеєзнавець, а молодший — Петро, відомий у Петербурзі адвокат. Також М. М. Могилянський мав сестру.
Михайло Михайлович закінчив класичну гімназію у Чернігові (1892).
За спогадами Ю. Виноградського, М. Могилянський брав участь у створенні нелегальної бібліотеки гімназистів і семінаристів. Частина книг із українського відділу бібліотеки зберігалися в будинку Могилянських. На його ім'я також була передплачена газета «Народ», що видавалася в Галичині за участю М. Драгоманова. Це були дуже ризиковані кроки з боку гімназиста. У бібліотеці був також часопис «Зоря» за участю І. Франка та М. Павлика.
З 1892 М. М. Могилянський студент юридичного факультету Санкт-Петербурзького Імператорського університету. Брав участь у роботі марксистських гуртків. Був заарештований у травні 1899, кілька місяців утримувався у відомій в'язниці «Хрести», де познайомився з Іваном Каляєвим — революціонером-терористом, виконавцем замаху на московського генерал-губернатора Великого князя Сергія Олександровича. Ви-
сланий під 3-х-річний гласний нагляд поліції у Чернігів.
Для отримання свідоцтва про завершення університету, у березні 1900, за допомогою матері, отримав дозвіл від Міністерства народної освіти та Департаменту поліції прибути до Петербурга для
складання іспиту з богослов'я. По дорозі завітав до Пскова, де завдяки своєму приятелю М. М. Лохову—Ольхіну познайомився з В. І. Ульяновим (Леніним). За дорученням останнього, повертаючись до Чернігова, заїхав до Полтави, де зустрівся з В. П. Ногіним та Ю. О. Мартовим (Цедербаумом) та передав йому листа. Це мало наслідком новий арешт.
Навесні 1903 М. Могилянський склав у Новоросійському університеті решту державних іспитів.
Як адвокат брав участь у великих «аграрних» процесах у Києві, Вінниці, Глухові, Чернігові, у політичних процесах у Чернігові, Києві, Петербурзі. Був захисником у «погромних» процесах у Кишиневі.
У 1904—1917 рр. він був гласним Городнянського повітового земського зібрання. У 1913 земськими зборами обраний на посаду мирового судді у Городні.

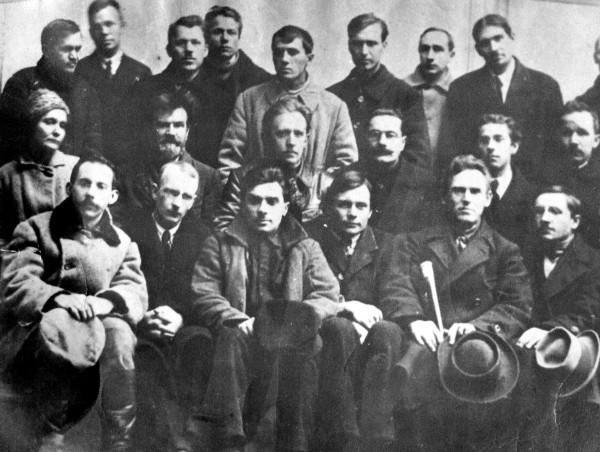
Зустріч харківських і київських митців. Київ, 1923 р. З ліва на право, перший ряд: Максим Рильський, Юрій Меженко, Микола Хвильовий, Майк Йогансен, Григорій Михайлов, Михайло Вериківський. Другий ряд: Наталя Романович, Михайло Могилянський, Василь Еллан-Блакитний, Сергій Пилипенко, Павло Тичина, Павло Филипович. У третьому ряду стоять: Дмитро Загул, Микола Зеров, Михайло Драй-Хмара, Григорій Косинка, Володимир Сосюра, Тодось Осьмачка, Володимир Коряк, Михайло Івченко

У 1918—1920 займав у Чернігові посади секретаря кооперативного відділу раднаргоспу, голови літературного комітету відділу народної освіти та голови Чернігівського українського видавництва «Сіверянська думка». Брав участь у роботі Чернігівської губернської вченої архівної комісії. На все життя він зберіг дружні стосунки з чернігівцями — М. М. Коцюбинським, І. Л. Шрагом, А. В. Верзиловим, родинами Василенків, Дорошенків.
Після 1920 М. Могилянський уже не повертався до адвокатської діяльності.
У 1925 виступав в Іст. філ. відділі з доповідями про Драгоманова, Куліша й Шевченка, Коцюбинського, був активним рецензентом Нових видань у журналах «Життя і Революція» і «Червоний Шлях», автором надрукованих цього ж року в «Життя і Революція» статей «До проблеми розуміння художнього твору» і голосу в дискусії про метод в літературознавстві «Література як соціальний факт і як соціальний фактор», автором розвідки «Процес творчості в М. М. Коцюбинського» (ЗІФВ, 1926) та ін. Брав участь у літературній дискусії 1925 — 1928 рр.
Як літературознавець виступав теж під псевдонімом Петро П. Чубський і надрукував статті «Куліш і Шевченко» (у зб. «Пантелеймон Куліш», ВУАН, К,1927), «Вихід П. О. Куліша з російського підданства та поворот до російського підданства»(ЗІФВ, XIII—XIV, 1927); «До питання про джерела II частини „Fata morgana“ М. М. Коцюбинського» (ЗІФВ, XVIII, 1928), «Кохання в житті Шевченка та Куліша» (3ІФВ, XXI—XXII, 1929) й ін.
1933 року комісію для складання Біографічного словника українських діячів було ліквідовано, звільнено її очільника. Не маючи змоги жити в Києві, він поїхав до старшої доньки Лідії, яка перебувала на засланні. Незважаючи на вік, тяжку хворобу, глибоку моральну травму, викликаною втратою Лідії і Дмитра, він продовжував писати мемуари, пробував себе в поезії, вивчав англійську мову. Перед війною М. М. Могилянський переїхав до молодшої доньки Ірини в Дніпропетровськ. Її, єдину з усіх дітей, не зачепила хвиля репресій. Незважаючи на важкі часи, він продовжував працювати. У Дніпропетровську Михайло Михайлович написав два романи російською мовою «Всюду страсти роковые» і «Гильда». Однак, видати ці твори також не вдалося. Лишався у рукопису і головний твір життя — роман «Честь». З початком війни письменник з Іриною був евакуйований до Красноярського краю. Помер 22 березня 1942 р. в селищі Велика Мурта. Могила не збереглася. Вперше, роман «Честь» з'явився на сторінках журналу «Вітчизна» лише у 1990 році.

## Родина
- Батько — Могилянський Михайло Якович, закінчив юридичний факультет Університету Св. Володимира  у Києві і займався юридичною практикою. Обіймав посаду товариша голови карної палати Чернігівського окружного суду.
- Мати — Могилянська Марія Миколаївна (до шлюбу Максимович), освічена, культурна жінка. Закінчила Левашовський пансіон у Києві та,— з відзнакою, — класи Фундуклеївської гімназії. Померла М. М. Могилянська 14 липня 1918 р.
- Донька — Лідія Михаїлівна Могилянська (1899—1937).
- Син — Дмитро Михайлович Могилянський (1901—1938).
- Донька — Олена Михаїлівна Могилянська (1905—1998). Народилася 29 липня (за ст. ст.) 1905 року в м. Чернігів. Навчалась у жіночій гімназії на Валу, пізніше перетвореній на трудову школу № 2, яку закінчила в 1922 році. З дитинства мріяла стати танцюристкою, була закохана в балет. На жаль, мрія не здійснилася, хоча дівчина деякий час і вчилась у хореографічній студії в Петрограді. З 1926 року працювала в Москві. Після закінчення журналістських курсів — літературна співробітниця РОСТА. У 1930-ті працює в редакції «Советской торговли». Заарештована 16 жовтня 1938 року. Майже два роки перебувала у московських в'язницях — Таганській і Бутирській. А потім отримала вирок «Особого совещания» — 5 років заслання до Красноярського краю, як СНЕ — соціально-небезпечний елемент. Реабілітована в 1955 році. Повернулась до Москви. Але на роботу влаштуватися було практично неможливо. Звернулась з листом до М. С. Хрущова, і, нарешті, їй запропонували посаду в редакції газети «Пионерская правда». В «Пионерке» кілька років разом із заввідділу вела дитячий клуб «Зеркало». 1964 року в «Детгизе» вийшла книга «Для чего люди живут», створена О. Могилянською у співавторстві з колегами на основі дитячих листів, і одночасно у Красноярському книжковому видавництві накладом 100 000 примірників надрукований збірник О. М. Могилянської «Сказки Анюты-глазки», де вміщено 16 казок для дітей. Друкувала оповідання та інші матеріали в журналах «Работница», «Мурзилка», «Юный натуралист», «Нева». До 1996 року мешкала у Москві, вела листування з фахівцями, які займаються дослідженням творчої спадщини Могилянських, цікавилася новинами культурного і політичного життя України. Останні роки провела у Дніпропетровську, де і померла 1998 року. Урна з її прахом похована в Москві на Новодівочому кладовищі поряд із чоловіком.

## Видання
- Михайло Могилянський. Неопубліковані новели / Упорядкування та передмова Вікторії Сергієнко.  Харків: ТОВ «Видавництво „Права людини“», 2023.  300 с.
- Михайло Могилянський. Листування з Наталією Полонською-Василенко. 1929-1941 / Упорядкування і передмова Вікторія Сергієнко.  Харків: ТОВ «Видавництво "Права людини"», 2023.  496 с.
- Могилянський М. Честь. Вбивство. Вибране. — К.: ВЦ «Академія», 2015. — 208 с.

## Тексти статей Могилянського
- «До проблеми розуміння художнього твору»
- «Останні дні царату в освітленні закордонних дипломатів»
- «З мемуарів „бувших людей“»